# Matka Boża Skalska
Matka Boża Skalska – wielki obraz Matki Boskiej, namalowany w 1863 r. przez Walerego Eljasza-Radzikowskiego na skale w Dolinie Mnikowskiej w miejscu zwanym „Cyrkiem”.
Jest kilka podań wyjaśniających powody, którymi kierował się W. Eljasz-Radzikowski malując ten obraz. Według jednej z wersji pod skałą tą w czasie powstania styczniowego znalazło się kilku powstańców osaczonych przez ścigających ich żołnierzy rosyjskich. Matka Boska wskazała im za skałą jaskinię, w której się ukryli. Inne podanie mówi, że inicjatorką obrazu była hrabina Potocka, która prosiła Boga o ratunek dla swej ciężko chorej córki. We śnie ukazała jej się skała w Dolinie Mnikowskiej z wizerunkiem Matki Boskiej. Po ozdrowieniu córki hrabina poprosiła Radzikowskiego na malowanie w tym miejscu obrazu. Radzikowskim kierowała prawdopodobnie także chęć stworzenia miejsca modlitwy dla ukrywających się tam uczestników powstania styczniowego. Po upadku powstania styczniowego zaborca zabronił odprawiania mszy za Ojczyznę w kościołach krakowskich. Krakowianie, pod pretekstem rekreacyjnych wyjazdów za miasto, uczestniczyli w tajnych mszach, odprawianych przy obrazie Matki Bożej Skalskiej. 
Obraz był alegorycznym wizerunkiem Maryi w stylu epoki, przedstawiającym Matkę Bożą jako Polonię. Niezwykłej urody postać Maryi Dziewicy ukazana była dynamicznie, w ruchu, jakby wychodziła ze skały ku zbliżającej się wolności.
Ksiądz Karol Wojtyła dotarł tutaj w czasie wycieczki z krakowskiego Salwatora 27 kwietnia 1952. Wycieczka ta zainaugurowała jego wędrówki po Polsce i świecie. Dla upamiętnienia tego wydarzenia co roku w niedzielę najbliższą rocznicy tej wizyty odprawiane są tutaj msza św. i nieszpory.
Wizerunek Matki Bożej Skalskiej w latach 80. XX w. został zamalowany. W jego miejscu jest inny, nowy. Do obrazu prowadzą schodki, pod obrazem znajduje się ołtarz polowy, wzdłuż schodków stacje drogi krzyżowej, a na płaskim dnie doliny tablice informacyjne oraz ławki dla turystów i uczestniczących w nabożeństwie.

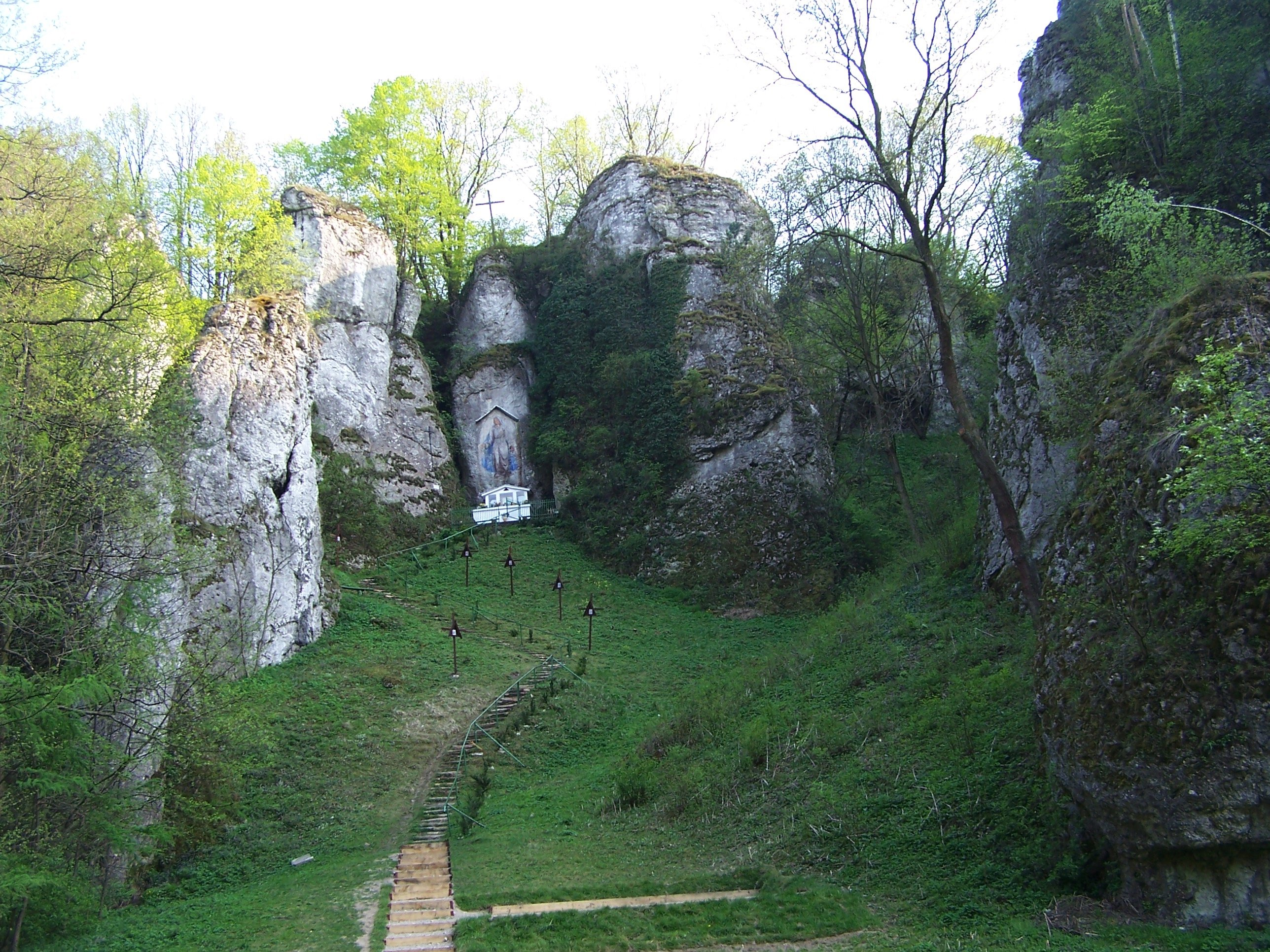
Cyrk z obrazem
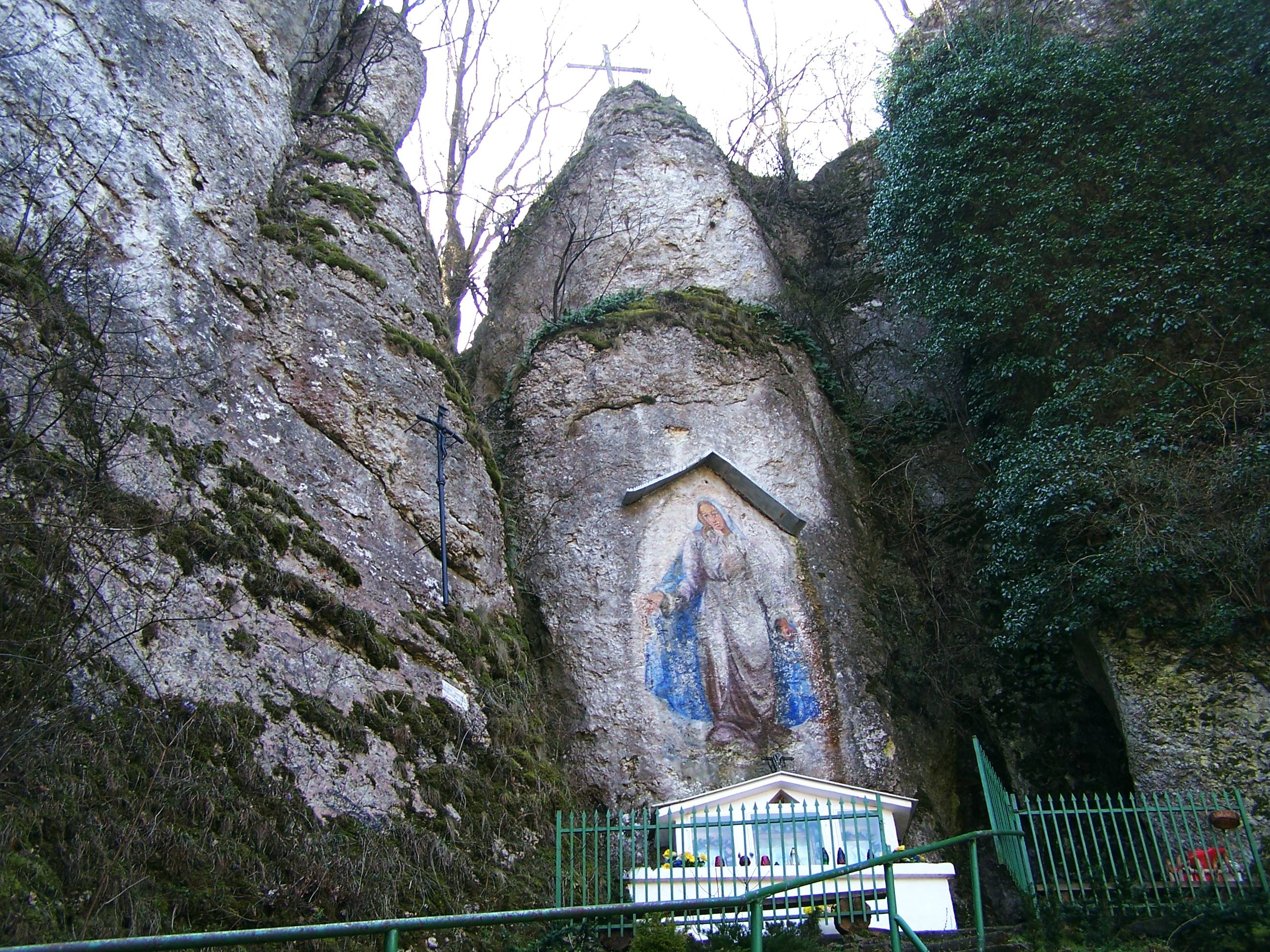
Ołtarz i obraz przed 2015 r.
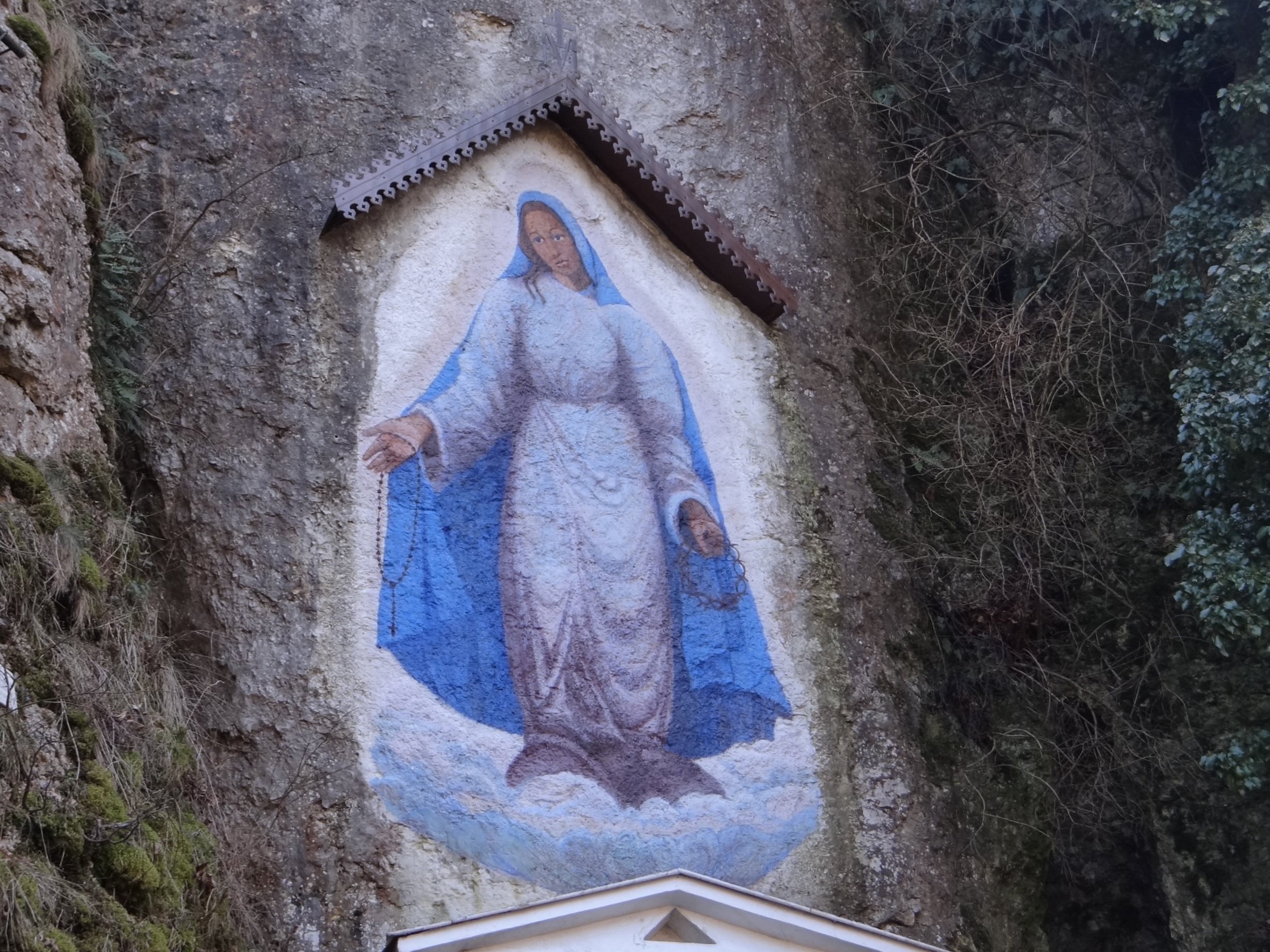
Odnowiony obraz (2015 r.)